# Modifikovaná newtonovská dynamika

Srovnání pozorované a dle klasické teorie očekávané rotační křivky u galaxie M33.

Modifikovaná newtonovská dynamika (zkráceně MOND) je teorie navrhující modifikovat Newtonovy pohybové zákony respektive Newtonův gravitační zákon, aby zákony odpovídaly pozorovaným pohybům ve vesmíru. Tuto teorii navrhl Mordehai Milgrom v roce 1983, aby se vysvětlila nesrovnalost v křivkách rotačních rychlostí galaxií. Jiné vysvětlení nabízí temná hmota, ale patrně méně přesné. Navíc je rotační křivka galaxií plochá do větších vzdáleností jak předvídá MOND. Řešení problému však v současné době není stále rozhodnuto. Převážná většina astronomů se však přiklání k teorii hypotetické temné hmoty a temné energie. Prvotní simulace vývoje galaxií pomocí MOND jsou slibné. Byť se například roku 2019 ukázalo, že více galaxií nemusí mít temnou hmotu (což by způsobilo problém s teorií MOND), tak při správném určení vzdálenosti galaxie NGC1052 znovu vyvstala „potřeba“ temné hmoty (či MOND) i tam. Roku 2020 výsledky pozorování z dat galaxií dokonce upřednostnila MOND před relativitou, která má v základu princip ekvivalence. Pozorování stále (v roce 2021) neumožňují rozhodnout, zda je správně koncept temné hmoty, MOND či teorie emergentní gravitace (nefundamentálnost této interakce). Ovšem pozorování tenkých galaxií či otevřených hvězdokup upřednostňuje MOND. Také vzájemně vzdálené dvojhvězdy potvrzují odchylku od Newtonova gravitačního zákona při malých zrychleních. Anomálie ve Sluneční soustavě mohou také být vysvětleny pomocí MOND. Teorie MOND také umožňuje vysvětlit reliktní záření. Při hodnocení kvality teorií došla v roce 2022 studie k závěru, že MOND je lepší teorie.